# 익산시의 지질

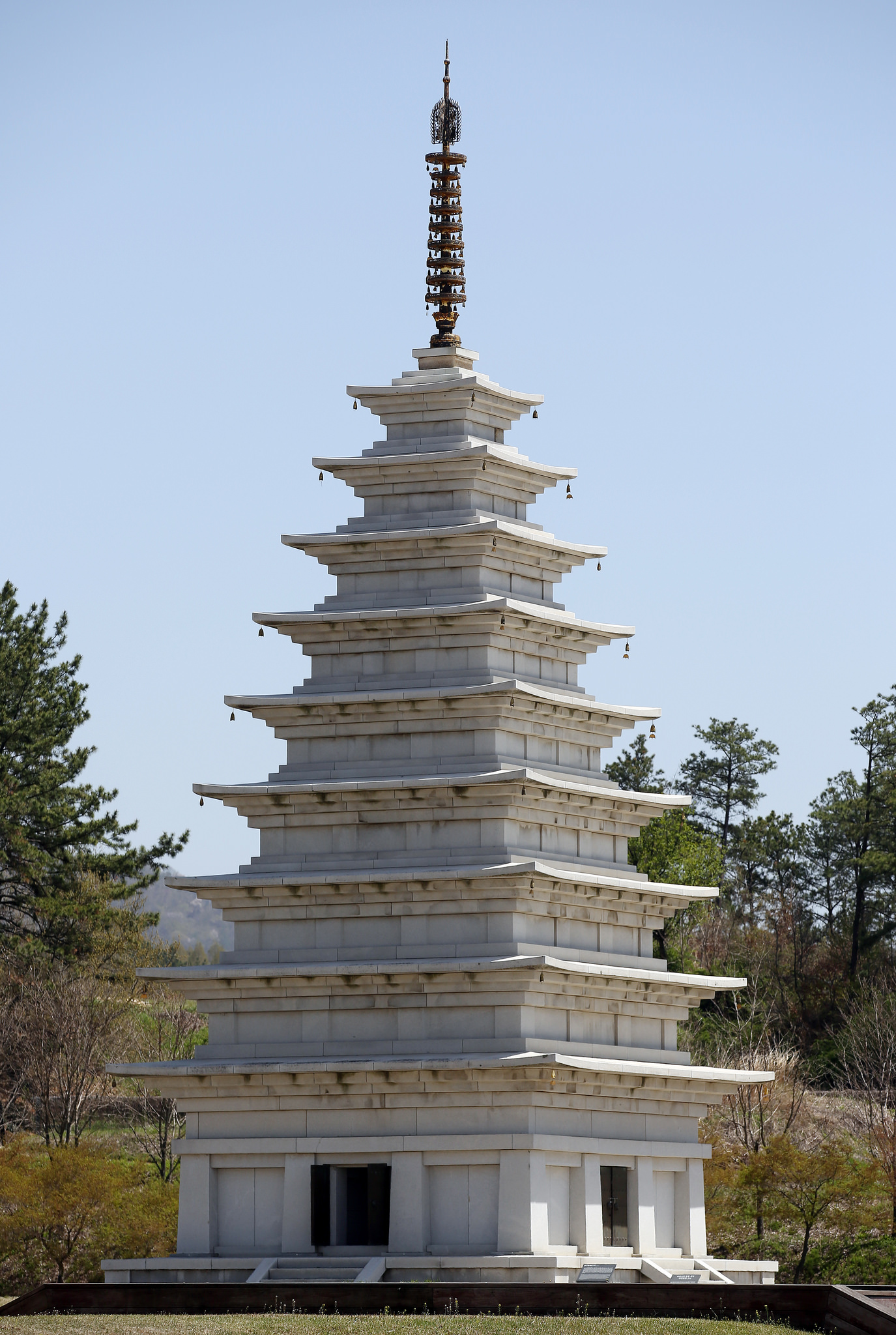
화강암으로 구성된 익산 미륵사지 석탑

본 문서에서는 전북특별자치도 익산시의 지질과 화강암에 대해 설명한다.

## 개요
옥천 습곡대의 남서부에 위치한 익산시는 북동쪽이 옥천계(옥천 누층군)의 변성 퇴적암류로 구성되어 있고, 남동쪽에는 왕궁면·팔봉동을 중심으로 중생대 쥐라기의 편마상 화강암이 분포하며 망성면·낭산면·함열읍·황등면 등에서는 중생대 쥐라기의 대보 화강암이 분포한다. 편마상 화강암과 대보 화강암 분포지는 대체로 해발 고도 50m 미만의 구릉지이다. 북서쪽은 편암·편마암·규암 등의 변성암류가 대보 화강암에 접경(接境)하여 용안면·웅포면·성당면·함라면 등 금강 연안지대에 분포하여 해발고도 약 100m의 산지가 이루어진다. 옥천 누층군의 변성퇴적암 지층인 창리층과 문주리층이 분포하는 여산면 천호산 일대에는 석회석 광산과 대리암 동굴 천호동굴이 있으며, 함열읍과 황등면에는 황등석 또는 익산석이라 불리는 복운모 화강암이 분포하여 좋은 석재를 채취하며 석재 가공업이 활발하다. 익산역 이남에서 만경강까지는 지반이 약하여 고층건물의 건설에는 문제가 있다.
또한 익산시의 토양은 편마상 화강암과 대보 화강암이 온난습윤한 기후의 영향으로 심층(深層) 풍화하여 배수가 좋은 적황색토가 발달하였다. 충적 평야에는 금강·만경강의 토사 퇴적으로 매립된 충적토와 1910∼1930년대의 농업 개발로 하도에 제방을 축조함으로써 형성된 회색토가 있다. 호남평야의 토양은 적황색토와 충적평야의 충적토 및 회색토로 이루어져 있다.

## 선캄브리아기·고생대
익산시 북서부 웅포면과 용안면 지역, 더 정확히는 함열 단층 북서측 지역에는 함라산을 중심으로 선캄브리아기의 화강편마암(PCEgn)과 함열계 지층의 편암류와 함라산층이 함열 단층을 따라 북동-남서 방향으로 발달한다. 이들 암석은 지표상에 명확한 선형 구조(lineament)를 남기고 있는 함열 단층 북서측의 산악 지대에 발달해 카카오맵 위성 사진으로도 그 분포 지역을 알 수 있다.

### 화강편마암
화강편마암(PCEgn; Precambrian granite gneiss)은 함열 단층 북서부 지역에 분포하며 다량의 장석과 소량의 석영 및 흑운모를 포함하는 화강암질암으로서 백색 내지 회색을 띠는 조립질 내지 중립질 암석이다.

### 편암
함열계 편암류(Psc, Paleozoic schist)는 성당면과 웅포면의 경계 산악 지역 그리고 용안면 용두리의 용두산(61.4 m)에서 성당면 갈산리, 함라면-웅포면 경계 지역의 함라산과 봉화산, 함라면 신목리에 이르는 지역까지 북동-남서 방향으로 함열 단층의 자취를 따라 분포한다. 암석 편리는 함열 단층을 따라가는 분포 지역에서는 북동 주향이고 북서 방향으로 60°이나 기울어 있으며 수직인 곳도 있다. 성당면 두동리 지역에서는 남-북 주향에 동쪽으로 70°경사하기도 하며 더 북쪽의 웅포면 대붕암리와의 경계 지역에서는 주향과 경사가 복잡하게 변한다. 이 지역의 편암은 대부분이 담갈색의 견운모 석영 편암과 석영 편암으로 구성되어 있으며, 사암의 구조를 거의 그대로 보여 주는 곳과 얇은 규암층을 협재하는 곳이 있다. 용안면 교동리 소재 무학산(舞鶴山, 100.2 m) 부근에서는 탄질물(炭質物)층이 발견되며, 이는 흑색 내지 회색 셰일 속에 들어 있다.

### 함라산층
함열계 함라산층(Phr; Paleozoic hamra mountain formation)은 웅포대교 동쪽에서 일치봉을 지나 함라산 능선부까지 오른쪽으로 굽은 호형(弧形)으로 발달하는 고생대의 지층이다. 편암류(Psc)와 점이적인 상하 관계를 갖고 있으나 이 둘을 구별하여 준 것은 함라산층 내에 석탄층이 협재되어 있거나 식물 화석을 함유하는 비교적 두꺼운 흑색 점판암층이 들어 있기 때문이다. 함라산층 지층이 가장 잘 발달하는 곳은 함라산으로서 300 m 내외의 분포의 폭과 두께를 갖고 있다. 본 지층의 주향과 경사는 일치봉에서 북서 50°에 북동 70°, 함라산에서는 북동 40°에 북서 40~80°을 보인다.

### 운모편암
운모편암(PZms; Paleozoic mica schist)은 익산시 신흥동의 상도지와 장자산 일대에 분포하며 암녹색 내지 녹회색 운모 편암으로 구성되어 있다. 주요 구성 광물은 흑운모, 백운모, 석영이다.

## 옥천 누층군
옥천 누층군은 충주시에서 옥천군을 지나 익산시와 완주군까지 북동-남서 방향으로 분포하는 변성퇴적암 지층으로 익산시는 옥천 누층군 분포지의 남서쪽 끝에 해당해 익산, 완주 이남으로는 옥천 누층군이 더 이상 출현하지 않는다. 익산시에는 문주리층과 창리층이 분포하며 창리층의 석회암에는 천호동굴이 있다.

### 문주리층
문주리층(PZocmu; Paleozoic okcheon group munjuri formation, 文周里層)은 익산시 북동부 여산면 동부 태성리, 호산리, 원수리, 제남리 동부, 왕궁면 동봉리에 분포하고 있다. 지층이 형성된 시기는 오르도비스기 이후로 보이나 정확히 알 수 없다. 대체로 북동 30~75°의 주향과 북서 40~50°의 경사를 보이나 등사 습곡에 의한 반복으로 수직 또는 남동 70~80°의 경사를 보이는 곳도 있다. 본 지층의 주요 구성 암석은 운모 편암이고 부분적으로 각섬편암, 규암, 흑색 점판암, 결정질 석회암을 포함한다.

### 창리층과천호동굴
창리층(PZocch; Paleozoic okcheon group changri formation, 倉里層)은 익산시 왕궁면 동용리와 완주군 봉동면 제내리와의 경계 지역에 위치한 성묘산 주변에 분포한다. 주로 흑색 점판암, 석영·견운모 편암 및 흑운모 편암으로 구성되며 결정질 석회암과 규암이 협재되어 있다. 결정질 석회암은 문주리층에 비해서 매우 희소하나 양촌면 평촌 부근 문주리층과의 경계부에 가까운 곳에서는 2~3매의 석회암이 2~5 m 두께로 흑색 점판암과 교호하며 주향방향의 연속성은 미약하다. 천호동굴은 창리층의 석회암 내에 발달한다.

## 중생대화강암

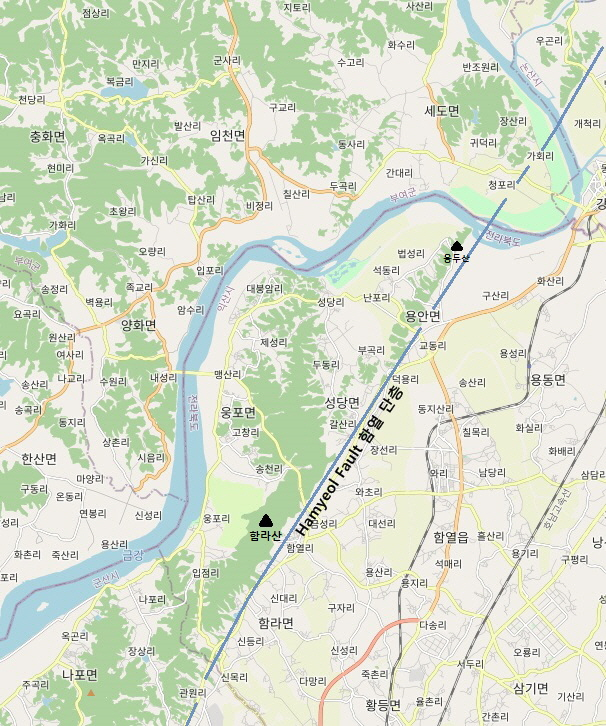
익산시 용안면-성당면-함라산 일대에 발달하는 함열 단층의 선상구조(lineament)의 자취

중생대의 화강암류는 익산시에서 가장 넓은 부분을 차지하고 있으며 풍화에 약한 화강암의 특성상 평야 지대를 형성하고 있다. 암상에 따라 조금씩 차이가 나며 도폭별로 다른 이름이 붙어 있다.

### 흑운모 화강암
흑운모 화강암(Jbgr; biotite granite)은 함열 단층 남서측 지역인 황등면과 함열읍, 용동면에 넓게 분포한다. 본 암석은 함열역 남남동쪽 3 km 지점의 석산 지역에서 미약하나 유동(流動) 구조를 보인다. 화강암의 주요 성분인 장석은 백색이며 1~2 mm 크기의 입자이다. 석영은 담회색으로 5 mm 이하의 장축을 갖고 20% 정도 들어 있다. 흑운모는 1 mm 내외의 작은 결정(結晶)으로 산재되며 10% 정도 들어 있다. 화강암 중에는 곳곳에 편암과 편마암의 포획암이 들어 있다. 함열역 북방 2 km 지점인 송산리의 야산에는 변질 조립 사암이 발견되는데 그 주향은 북동 25°, 경사는 서측으로 70°이다.

### 복운모 화강암
복운모 화강암(Jtmgr)은 익산시 시내 지구와 삼기면, 황등면 지역에 분포한다. 복운모 화강암은 정장석 반정(斑晶)을 함유하는 조립질 내지 중립질의 암체로 기질을 구성하는 입자 크기는 균질한 편이다. 주요 구성 광물은 흑운모, 백운모, 녹염석, 사장석, 정장석, 석영 등이 있고, 부성분 광물로는 티타나이트, 저어콘이 있다. 이 암석의 2개 시료에서 채취한 저어콘의 206Pb/238U 가중평균연대는 172.0±2.1 Ma 와 172.4±3.9 Ma (1억 7200만 년 전)이다.

### 흑운모 화강섬록암
흑운모 화강섬록암(Jbgd; Jurassic biotite grandiorite)은 익산시 북동부 망성면, 낭산면, 그리고 삼기면과 금마면의 경계 지역에 위치한 미륵산을 중심으로 분포한다. 담회색 중립질의 암석으로 석영, 사장석, 미사장석이 주요 구성 광물이며 흑운모를 함유하는 저반상(底盤狀) 암체이다.

### 세립질 흑운모 화강암
세립질 흑운모 화강암(Jfgr; Jurassic fine-grained granite)은 시내 지구 모현동2가에 소재한 배산(85.7 m)을 구성하는 암주상(巖柱狀) 암석이다. 이 암석의 저어콘 외연부 7개 분석점에 대한 206Pb/238U 가중평균연대는 172.3±3.4 Ma이다.

## 단층과 지진

### 함열 단층
익산시를 지나는 단층은 함열 단층이 유일하다. 이 단층은 원래 부여 분지의 남동측 경계를 이루는 단층으로서, 익산시 북서부의 용안면, 성당면, 함라면을 지나 부안군으로 이어진다. '함열' 단층이지만 사실 행정 구역상으로 함열읍을 지나지는 않는다. 카카오맵 위성 사진으로도 명확히 보일 정도로 선명한 선형 구조(lineament)를 형성하며 특히 성당면에서 용안면 용두리 소재 용두산을 지나 논산시 성동면에 이르기까지 뚜렷한 선 모양의 구릉(丘陵)지대를 형성하고 있다. 이 구릉지대는 함열계 편암류(Psc)로 구성되어 있다.

### 함열 단층과 2015년 익산 지진과의 연관성
2015년 익산 지진은 2015년 12월 22일 전라북도 익산시 함열읍 다송리 일대에서 발생한 규모 3.9의 지진으로, 진앙지에서 북서쪽으로 5km 지점에 주향 북동 35°, 단층면 경사 남동 70°의 함열 단층이 지난다. 그러나 경재복 등(2017)은 지진을 연구한 논문에서 3회에 불과한 미소지진의 분포나 단층 면해만으로 익산지진이 함열 단층과 직접적인 관련성을 설명하기에는 불충분하다고 언급하였다. 그러나, 단층면이 남동쪽(다송리는 단층 남동쪽에 위치)으로 경사하기 때문에 함열 단층과 단층이 직접 연관되었을 가능성을 배제할 수는 없다. 익산 지진 본진의 단층면해는 북동-남서 또는 북서-남동 방향의 단층면을 가지는 역단층성 주향이동 단층운동을 나타내며, 2개 여진의 단층면해는 각각 남북 또는 북북동-남남서 주향의 수직 단층 운동을 나타낸다.

## 같이 보기
- 논산시의 지질
- 군산시의 지질
- 부안군의 지질
- 고창군의 지질
- 익산 미륵사지 석탑
- 대보 화강암